# Commonwealth Games 2014/Gewichtheben
Bei den Commonwealth Games 2014 in Glasgow fanden im Gewichtheben 15 Wettbewerbe statt, acht für Männer und sieben für Frauen. Austragungsort war das Scottish Exhibition and Conference Centre.
Chika Amalaha, die bei den Frauen bis 53 kg die Goldmedaille gewonnen hatte, wurde nach einem positiven Dopingtest nachträglich disqualifiziert. Die hinter ihr platzierten Athletinnen rückten jeweils einen Platz nach vorne.

## Männer

### Klasse bis 56 kg
| Platz | Land | Sportler           |
| ----- | ---- | ------------------ |
| 1     | IND  | Sukhen Dey         |
| 2     | MYS  | Zulhemi Mohd Pisol |
| 3     | IND  | Ganesh Mali        |

Datum: 24. Juli 2014, 19:30 Uhr

### Klasse bis 62 kg
| Platz | Land | Sportler           |
| ----- | ---- | ------------------ |
| 1     | CYP  | Dimitris Minasidis |
| 2     | SRI  | Sudesh Peiris      |
| 3     | WSM  | Vaipava Ioane      |

Datum: 25. Juli 2014, 19:30 Uhr

### Klasse bis 69 kg
| Platz | Land | Sportler           |
| ----- | ---- | ------------------ |
| 1     | MYS  | Mohd Hafifi Mansor |
| 2     | NGR  | Yinka Ayenuwa      |
| 3     | IND  | Omkar Otari        |

Datum: 26. Juli 2014, 19:30 Uhr

### Klasse bis 77 kg
| Platz | Land | Sportler           |
| ----- | ---- | ------------------ |
| 1     | IND  | Sathish Sivalingam |
| 2     | IND  | Ravi Katulu        |
| 3     | AUS  | François Etoundi   |

Datum: 27. Juli 2014, 19:30 Uhr

### Klasse bis 85 kg
| Platz | Land | Sportler          |
| ----- | ---- | ----------------- |
| 1     | NZL  | Richard Patterson |
| 2     | IND  | Vikas Thakur      |
| 3     | CAN  | Pascal Plamondon  |

Datum: 28. Juli 2014, 19:30 Uhr

### Klasse bis 94 kg
| Platz | Land | Sportler         |
| ----- | ---- | ---------------- |
| 1     | PNG  | Steven Kari      |
| 2     | AUS  | Simplice Ribouem |
| 3     | IND  | Chandrakant Mali |

Datum: 29. Juli 2014, 19:30 Uhr

### Klasse bis 105 kg
| Platz | Land | Sportler          |
| ----- | ---- | ----------------- |
| 1     | KIR  | David Katoatau    |
| 2     | NZL  | Stanislav Chalaev |
| 3     | ENG  | Benjamin Watson   |

Datum: 30. Juli 2014, 19:30 Uhr

### Klasse über 105 kg
| Platz | Land | Sportler         |
| ----- | ---- | ---------------- |
| 1     | CAN  | George Kobaladze |
| 2     | NRU  | Itte Detenamo    |
| 3     | AUS  | Damon Kelly      |

Datum: 31. Juli 2014, 19:30 Uhr

## Frauen

### Klasse bis 48 kg
| Platz | Land | Sportlerin            |
| ----- | ---- | --------------------- |
| 1     | IND  | Sanjita Khumukchan    |
| 2     | IND  | Mirabai Chanu Saikhom |
| 3     | NGR  | Nkechi Opara          |

Datum: 24. Juli 2014, 19:30 Uhr

### Klasse bis 53 kg
| Platz | Land | Sportlerin     |
| ----- | ---- | -------------- |
| 1     | PNG  | Dika Toua      |
| 2     | IND  | Santoshi Matsa |
| 3     | IND  | Swati Singh    |

Datum: 25. Juli 2014, 19:30 Uhr

### Klasse bis 58 kg
| Platz | Land | Sportlerin      |
| ----- | ---- | --------------- |
| 1     | ENG  | Zoe Smith       |
| 2     | NGR  | Ndidi Winifred  |
| 3     | WAL  | Michaela Breeze |

Datum: 26. Juli 2014, 19:30 Uhr

### Klasse bis 63 kg
| Platz | Land | Sportlerin           |
| ----- | ---- | -------------------- |
| 1     | NGR  | Olauwatoyin Adesanmi |
| 2     | NGR  | Obioma Agatha Okoli  |
| 3     | IND  | Punam Yadav          |

Datum: 27. Juli 2014, 19:30 Uhr

### Klasse bis 69 kg
| Platz | Land | Sportlerin             |
| ----- | ---- | ---------------------- |
| 1     | CMR  | Maria Fegue            |
| 2     | NGR  | Itohan Ebireguesele    |
| 3     | CAN  | Marie-Josée Arès-Pilon |

Datum: 28. Juli 2014, 19:30 Uhr

### Klasse bis 75 kg
| Platz | Land | Sportlerin                  |
| ----- | ---- | --------------------------- |
| 1     | CAN  | Marie-Ève Beauchemin-Nadeau |
| 2     | WSM  | Mary Opeloge                |
| 3     | FIJ  | Apolonia Vaivai             |

Datum: 29. Juli 2014, 19:30 Uhr

### Klasse über 75 kg
| Platz | Land | Sportlerin       |
| ----- | ---- | ---------------- |
| 1     | NGR  | Maryam Usman     |
| 2     | WSM  | Ele Opeloge      |
| 3     | NZL  | Tracey Lambrechs |

Datum: 30. Juli 2014, 19:30 Uhr

## Medaillenspiegel
| Platz | Land            | Gold | Silber | Bronze | Gesamt |
| ----- | --------------- | ---- | ------ | ------ | ------ |
| 1     | Indien          | 3    | 4      | 5      | 12     |
| 2     | Nigeria         | 2    | 4      | 1      | 7      |
| 3     | Papua-Neuguinea | 2    | –      | –      | 2      |
| 4     | Kanada          | 2    | –      | 2      | 4      |
| 5     | Neuseeland      | 1    | 1      | 1      | 3      |
| 6     | Malaysia        | 1    | 1      | –      | 2      |
| 7     | England         | 1    | –      | 1      | 2      |
| 8     | Kamerun         | 1    | –      | –      | 1      |
|       | Kiribati        | 1    | –      | –      | 1      |
|       | Zypern          | 1    | –      | –      | 1      |
| 11    | Samoa           | –    | 2      | 1      | 3      |
| 12    | Australien      | –    | 1      | 2      | 3      |
| 13    | Nauru           | –    | 1      | –      | 1      |
|       | Sri Lanka       | –    | 1      | –      | 1      |
| 15    | Fidschi         | –    | –      | 1      | 1      |
|       | Wales           | –    | –      | 1      | 1      |